# بنیان‌های نظری روان‌شناسی فرگشتی
بنیان‌های نظری روان‌شناسی فرگشتی (به انگلیسی: Theoretical foundations of evolutionary psychology)، نظریه‌های علمی عمومی و ویژه هستند که خاستگاه نهایی صفت‌های روان‌شناختی را از دیدگاه فرگشت توضیح می‌دهند. این نظریه‌ها از کارهای چارلز داروین، از جمله گمانه‌زنی‌هایی که او دربارهٔ خاستگاه فرگشتی غریزه‌های اجتماعی در انسان داشت، سرچشمه گرفته‌است. اما، روان‌شناسی فرگشتی نوین، تنها به دلیل پیشرفت در نظریه فرگشتی در سدهٔ بیستم امکان‌پذیر است.
منتقدان روان‌شناسی فرگشتی گاهی زیربنای نظری آن را به چالش می‌کشند و می‌گویند که انسان‌ها هرگز غریزه اجتماعی نیرومندی را از طریق انتخاب طبیعی ایجاد نکردند و فرضیه‌های روان‌شناسان فرگشتی صرفاً داستان‌سرایی هستند.

## نظریه‌های فرگشتی میان‌سطحی
نظریه‌های فرگشتی میان‌سطحی با نظریه فرگشتی عمومی سازگار هستند، اما بر حوزه‌های خاصی از کارکرد تمرکز کرده‌اند (Buss 2011). فرضیه‌های روان‌شناسی فرگشتی خاص ممکن است از یک نظریه میان‌سطحی مشتق شده باشند (Buss, 2011). سه نظریه فرگشتی بسیار مهم در سطح متوسط توسط رابرت تریورس و همچنین رابرت مک آرتور و ای او ویلسون ارائه شدند.